# Göran Strandberg (född 1949)
Göran Strandberg, född 10 april 1949 i Stockholm, är en svensk pianist, jazzmusiker, arrangör och kompositör. 
Strandberg är utbildad vid Musikhögskolan i Stockholm 1970-74 och Berklee College of Music. Han undervisar sedan 1978 vid Kungliga Musikhögskolan i Stockholm. Han tilldelades  Jan Johansson-stipendiet 1978. 
Strandberg spelade i Red Mitchells  grupp ”Communication” I många år. Han har samarbetat och gjort skivinspelningar med bland andra Lee Konitz, Dexter Gordon, Art Farmer, Helen Merril, Joe Newman, Bernt Rosengren, Thad Jones och Clark Terry. Han ingår sedan 1990 i Stockholm Jazz Orchestra och har komponerat musiken till ”Lakes” (2000), ”Sailing” (2004) och ”Ikaros” (2009)
Strandberg har även jobbat med Scottish National Orchestra, Estonian Dream Band och Umo Jazz Orchestra (Finland). Ett aktuellt projekt är “Göran Strandberg  Nonet” med inspelningen av ”Monks Mood” 2012. Likaså det pågående projektet med Sebastian Voegler (slagverk) med två cd-utgivningar; ”Emergence” (2012) och ”Going Places” (2015). 

## Priser och utmärkelser
- 1978 – Jan Johansson-stipendiet[1][2]